# محوطه هسته لحی
محوطه هسته لحی مربوط به هزاره اول قبل از میلاد است و در شهرستان نمین، بخش عنبران، روستای مینا باد واقع شده و این اثر در تاریخ ۱۰ خرداد ۱۳۸۲ با شمارهٔ ثبت ۸۷۷۰ به‌عنوان یکی از آثار ملی ایران به ثبت رسیده است.